# Suillia tokugoensis
Suillia tokugoensis är en tvåvingeart som beskrevs av Okadome 2001. Suillia tokugoensis ingår i släktet Suillia och familjen myllflugor. Inga underarter finns listade i Catalogue of Life.